# Acaena pumila
Acaena pumila é uma espécie de rosácea do gênero Acaena, pertencente à família Rosaceae.